# Villemaury
Villemaury ist eine französische Gemeinde mit 1.300 Einwohnern (Stand 1. Januar 2022) im Département Eure-et-Loir in der Region Centre-Val de Loire. Sie gehört zum Kanton Châteaudun und zum Arrondissement Châteaudun.
Sie entstand als Commune nouvelle mit Wirkung vom 1. Januar 2017 durch die Zusammenlegung der bisherigen Gemeinden Saint-Cloud-en-Dunois, Civry, Lutz-en-Dunois und Ozoir-le-Breuil. Die ehemaligen Gemeinden verfügen in der neuen Gemeinde über den Status einer Commune déléguée. Der Verwaltungssitz befindet sich in Saint-Cloud-en-Dunois.

## Gliederung
| Ortsteil                                | ehemaliger INSEE-Code | Fläche (km²) | Einwohnerzahl zum 1. Januar 2019 |
| --------------------------------------- | --------------------- | ------------ | -------------------------------- |
| Saint-Cloud-en-Dunois (Verwaltungssitz) | 28330                 | 08,78        | 234                              |
| Civry                                   | 28101                 | 17,89        | 339                              |
| Lutz-en-Dunois                          | 28224                 | 27,48        | 370                              |
| Ozoir-le-Breuil                         | 28295                 | 22,30        | 432                              |

## Lage und Infrastruktur
Nachbargemeinden sind
- Moléans im Nordwesten,
- Conie-Molitard und Nottonville im Norden,
- Varize, Villampuy und Villamblain im Osten,
- Beauce la Romaine mit Prénouvellon, Membrolles, Verdes im Süden,
- Thiville, Châteaudun, Jallans im Westen.

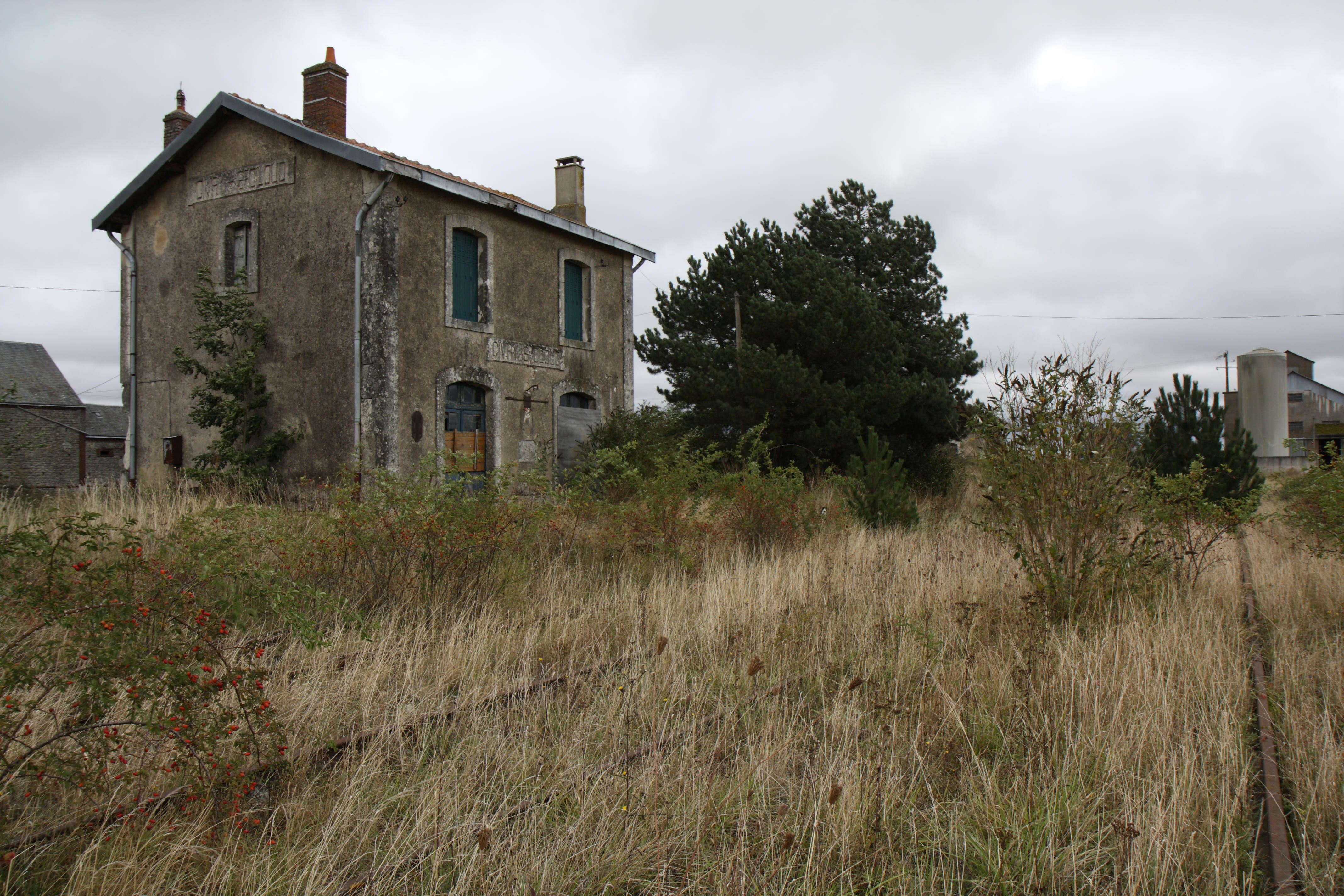
Ehemaliger Bahnhof Civry-Saint-Cloud